# Liu Jianye
Liu Jianye (en chino tradicional, 劉建業; en chino simplificado, 刘建业; pinyin, Liú Jiànyè; Shenyang, China; 17 de junio de 1987) es un exfutbolista de China que jugaba en las posiciones de defensa y centrocampista.

## Carrera

### Club
| Periodo   | Club                                   | Apariciones | Goles |
| --------- | -------------------------------------- | ----------- | ----- |
| 2005–2010 | Changsha Ginde                         | 152         | 14    |
| 2011–2021 | Jiangsu Sainty                         | 177         | 2     |
| 2019      | → Guangdong South China Tiger (cedido) | 27          | 0     |
| 2020      | → Taizhou Yuanda (cedido)              | 11          | 0     |
| 2021      | Xiamen Egret Island                    | 0           | 0     |
| 2022–2023 | Heilongjiang Ice City                  | 4           | 0     |

### Selección nacional
Jugó para China en 45 ocasiones de 2009 a 2015 y participó en dos ediciones de la Copa Asiática.

## Logros

### Club
- Chinese FA Super Cup: 2013
- Chinese FA Cup: 2015[4]

### Selección nacional
- East Asian Football Championship: 2010